# Modális partikula
A nyelvészetben használt modális partikula terminus a partikula egyik fajtáját nevezi meg, amely főfunkcióként a beszélő attitűdjét (érzelmi, akarati, értékelő viszonyát) fejezi ki (modális funkció). Ugyanakkor meglehet az a funkciója is, hogy a beszélő reagálását jelezze a beszédhelyzetre, illetve annak valamely összetevőjére, valamint társalgásszervező funkciója is lehet (pragmatikai funkció).

## A modális partikula helye a nyelvészeti kutatásban
Mivel nem illenek bele a szófajok hagyományos rendszerezésébe, a modális partikulákat sokáig nem vették számba, sőt, stilisztikai szempontból nem tartották őket kívánatosaknak a kommunikációban, bár fontos szerepük van a szóbeli kommunikációban, legalábbis olyan nyelvekben, mint például az orosz, a dán, a német, a holland. Más nyelvek, mint például a francia, szegényebbek ilyen elemekben. Ettől is függ, hogy milyen mértékben foglalkoznak velük különböző nyelvek nyelvészetében.
A partikulát általában külön szófajként kezelik olyan nyelvek grammatikáiban, mint a német, a magyar vagy a közép-délszláv diarendszerhez tartozók nyelveiben (szerb, horvát stb.), és a modális partikulák a partikulák egyik alosztályaként szerepelnek bennük. A francia nyelv vagy a román nyelv gyakorlati grammatikáiban nem szerepel ez a fogalom. Mégis egyes francia nyelvészek foglalkoznak vele valamilyen mértékben.

## A modális partikulák eredete
A modális partikulák többnyire szófajváltás útján keletkeztek, és legtöbbjük eredeti minőségükben is használatos:
- határozószó → modális partikula:

(magyarul) Péter egyszerűen oldotta meg a feladatot → Péter egyszerűen megoldotta a feladatot;
(franciául) Je suis bien à Paris ’Jól érzem magam Párizsban’ → Il part bien demain? ’Tényleg holnap utazik el?’
- kötőszó → modális partikula:

(magyarul) Esik az eső, hát maradjunk itthon → Hát láttál már ilyet?;
(németül) Er kommt, aber sein Vater ist verhindert ’Ő eljön, de az apja nem jöhet’ → Die werden aber staunen! ’Csodálkozni fognak ám azok!’;
(franciául) Je pense, donc je suis ’Gondolkodom, tehát vagyok’ → Taisez-vous donc à la fin! ’Hallgasson már el végre!’;
(horvátul) Nije se čuvao, pa se razbolio ’Nem vigyázott magára, és megbetegedett → Pa to nije moguće! ’Hát ez lehetetlen!’
Egyes másféle szófajokhoz tartozó szavak alakja megváltozott partikula szerepben. Ilyen a magyarban a hagy ige hagyd alakja, amelyből partikulaként hadd lett: Hadd repüljön el! Egy másik partikula, lám, a lát ige lássam alakjából származik: Lám, hát mégis eljött.
Végül vannak olyan modális partikulák is, amelyeknek nem ismeretes megfelelőjük más szóosztályban. Ilyen a közép-délszláv diarendszer nyelveiben a li kérdő partikula, amely már az ősszláv nyelvben is megvolt.

## A modális partikulák osztályozása és jellegzetességeik
Kugler 1998 két kategóriába osztályozza a modális partikulákat, melyeket modális-pragmatikaiaknak nevez. A mindkét típushoz tartozó partikulákat az jellemzi, hogy nem valóságábrázolók, nem válaszolhatnak kérdésre, bár szerepelhetnek kérdő mondatban, nem tagadhatók és nem alakíthatók feltételes mellékmondattá.
A modális-pragmatikai partikulák egyik kategóriája a modális alapértékeket jelöli:
- eldöntendő kérdés:

(magyarul) Akkor holnap találkozunk, ugye?;
(szerbül) Dolaziš li sutra? ’Eljössz-e holnap?’;
- óhaj:

(magyarul) Bárcsak itt lennél!;
(szerbül) Samo da mi se on vrati! ’Bárcsak visszajönne hozzám!;
- engedélykérés/engedély megadása:

(magyarul) Hadd repüljön el!;
(horvátul) Neka dođe tko hoće! ’Hadd jöjjön, aki akar!’
Az ehhez a kategóriához tartozó partikulák csak bizonyos mondattípusokban jelenhetnek meg: kérdőkben az első alkategória, felkiáltókban az utóbbi kettő.
A másik modális-pragmatikus partikulakategória az ún. árnyaló partikuláké. Ezek modális kiegészítő értékeket jelölnek, melyek olykor egybeesnek:
- állítás vagy kérdés megerősítése:

(magyarul) Hallottam ám a dologról!;
(franciául) Il part bien demain? ’Tényleg holnap utazik el?’;
(németül) – Wir können keine Kinder haben. – Warum denn das nicht? ’– Nem lehetnek gyerekeink. – Hát miért?’;
(horvátul) Putovao je čak u Kinu ’Még Kínába is elutazott’;
- állítás enyhítése: Neki ugyan mondhatod;
- korlátozás:

(magyarul) Éppenséggel ez is elképzelhető;
(szerbül) Samo ti možeš da mi pomogneš ’Csak te tudsz segíteni rajtam’;
- akarat, érzelmek:

(magyarul) Gyere már!;
(németül) Geh schon und frage nicht so viel! ’Menj már, és ne kérdezz annyit!’
Ilyen partikulák a beszédhelyzetre való közvetlen reagálások is lehetnek. Jelentésük a pragmatikai funkcióval azonos, és a helyzettől függ:
- kapcsolatfenntartás: Mondd csak!;
- kiigazítás: Van az 18 méter is;
- állítás elfogadására való apellálás: Hiszen ezt te is tudod!;
- érvelés, meggyőzés: (németül) Was hat er denn schon anzubieten?, (franciául) Que peut-il donc bien avoir à proposer? ’Mit tud ő javasolni?’ – szónoki kérdés, melyre a beszélő tudja a választ: ’Semmit!’.[26]

Árnyaló partikula több mondatfajtában található, de leggyakrabban felkiáltó, kérdő és óhajtó mondatokban, és leggyakrabban a mondat egészére vonatkozik, de vonatkozhat annak egy részletére vagy egy szavára is.

## Modális partikulák kombinációi
Olykor egyazon mondatban két, de még három modális partikula is használatos:
- (magyarul) Hát még ilyet! – csodálkozás kifejezése;[6]
- (magyarul) Most már aztán gyere el! – türelmentlenség kifejezése;[27]
- (németül) Was hat er denn schon anzubieten? (franciául) Que peut-il donc bien avoir à proposer? ’Mit tud ő javasolni?’

## A modális partikula és a módosítószó
Egyes grammatikák a modális partikulák közé sorolják azokat a szavakat is, amelyeket mások módosítószóknak neveznek. Igaz, hogy mindkét osztályhoz tartozó szavak a beszélő attitűdjét fejezik ki saját megnyilatkozásával szemben, de egyes nyelvészek elkülönítik egymástól a két szóosztályt. Például Kugler Nóra megkülönbözteti a módosítószót a partikulától általában, az autonómiájuk fokából kiindulva. A módosítószó amellett, hogy teljes mondatba iktatható (pl. Géza biztosan eltalálta a célt), egyedül is képezhet mondatszót eldöntendő kérdésre válaszolva úgy, ahogy az igen és a nem szók teszik: – Géza eltalálta a célt? – Biztosan. Ezzel szemben a partikula nem működhet egyedül, és semmiféle kérdésre sem válaszol.